# 빅타르 주예우
빅타르 발레리예비치 주예우(벨라루스어: Ві́ктар Вале́р'евіч Зу́еў, 러시아어: Ви́ктор Вале́рьевич Зу́ев 빅토르 발레리예비치 주예프[*], 1983년 5월 22일~)는 벨라루스의 전직 권투 선수이다. 2004년 하계 올림픽 남자 헤비급에서 은메달을 획득했으며 세계 선수권 대회에서 동메달 2개, 유럽 선수권 대회에서 은메달 2개, 동메달 2개를 획득했다.